# Сажин, Вячеслав Петрович
Вячеслав Петрович Сажин (род. 1948) — российский хирург, доктор медицинских наук, главный врач Новомосковской городской больницы (с 1991 года), заслуженный врач России. Один из основоположников развития лапароскопической и малоинвазивной хирургии в России.

## Биография
Родился 4 октября 1948 года в городе Узловая Тульской области. В 1972 году окончил Рязанский медицинский институт им. акад. И. П. Павлова и начал работать врачом-хирургом в Новомосковской городской больнице № 1. В 1977 году поступил в клиническую ординатуру на кафедру общей хирургии 1-й Московский медицинский институт им. И. М. Сеченова (заведующий — академик АМН СССР В. И. Стручков). В 1980 году защитил кандидатскую диссертацию «Протеолитические ферменты в лечении гнойных ран» (научный руководитель — ныне академик РАМН В. К. Гостищев).
С 1983 года кандидат медицинских наук В. П. Сажин работал в Новомосковской городской больнице заместителем главного врача по хирургии, а с 1991 года — главным врачом. В 1986 году по его инициативе был открыт единственный в Тульской области Центр хирургической инфекции, где наряду с лечением гнойных заболеваний мягких тканей занимались лечением пациентов с перитонитом, деструктивным панкреатитом, гнойными заболеваниями легких и сепсисом. В 1990 году защитил докторскую диссертацию «Сравнительные аспекты комплексной детоксикации в неотложной абдоминальной хирургии».
В 1993 году на базе больницы была создана кафедра хирургии и общеврачебной подготовки с курсом эндохирургии Рязанского государственного университета, которую возглавил В. П. Сажин. Основные направления кафедры — разработка и внедрение лапароскопических и эндовидеохирургических технологий, методов лечения больных с хирургической инфекцией, методов экстракорпоральной детоксикации. По состоянию на 2008 год, в клинике работают 3 профессора и 12 кандидатов медицинских наук. За время работы кафедры в клинике прошли обучение свыше 2000 российских и иностранных хирургов. В. П. Сажин подготовил 6 докторов и 21 кандидата медицинских наук.
По его инициативе одним из первых в России был создан Центр амбулаторной хирургии, в котором ежегодно выполняется около 1000 операций: герниопластика, артроскопия, трансуретральная резекция шейки мочевого пузыря и уретероцеле, цистолитотрипсия, флебэктомия и др..
Один из основоположников развития лапароскопической и малоинвазивной хирургии в России. Впервые в России им выполнена лапароскопическая резекция сигмовидной кишки. Одним из первых в мире он выполнил лапароскопическую резекцию желудка при язвенной болезни и гастрэктомию при раке желудка. В соавторстве с профессором А. В. Федоровым написал монографию «Лапароскопическая хирургия».
Академик РАМТН, является вице-президентом Российской ассоциации эндоскопической хирургии, членом редколлегии и редакционного совета журналов «Хирургия», «Эндоскопическая хирургия» и «Амбулаторная хирургия». Неоднократно избирался депутатом Муниципального Совета города Новомосковска и Новомосковского района, по его инициативе организован детский спортивно-оздоровительный палаточный лагерь «Осаново», которому в 2003 году был присуждён статус областного.
Сын В. П. Сажина Александр также стал врачом, ныне профессор РАН и член-корреспондент РАН.

## Труды
Автор 12 изобретений, 9 монографий, 18 учебно-методических пособий и практических руководств, а также более 600 научных работ. Наиболее важные исследования: «Лапаростомия в комплексном лечении распространенного гнойного перитонита» (1989), «Хирургическое лечение острого деструктивного панкреатита» (1990), «Лапароскопическая резекция сигмовидной кишки» (1995), «Лапароскопические операции при язвенной болезни желудка и двенадцатиперстной кишки» (1995), «Лапароскопическая герниопластика при ущемленной паховой грыже» (1996), «Хирургическое лечение панкреонекроза» (2002), «Малоинвазивная хирургия острого панкреатита» (2004), «Реформирование лабораторного сектора (общая врачебная практика/семейная медицина, амбулаторная хирургия, стационарзамещающие формы» (2005).

## Награды и звания
- Заслуженный врач Российской Федерации
- знак «Отличник здравоохранения»
- премия «Призвание» в номинации «За создание нового метода лечения» (2010)[4]
- Почётный гражданин Новомосковска (2003)